# Xanthia flavago
Xanthia flavago är en fjärilsart som beskrevs av Fabricius 1787. Xanthia flavago ingår i släktet Xanthia och familjen nattflyn. Inga underarter finns listade i Catalogue of Life.